# Launi Meili
Launi Kay Meili (ur. 4 czerwca 1963 w Spokane) – amerykańska strzelczyni sportowa. Złota medalistka olimpijska z Barcelony.
Specjalizowała się w strzelaniu z karabinu. Igrzyska w 1992 były jej drugą olimpiadą (debiutowała w 1988). W Barcelonie triumfowała w trzech postawach. Była medalistką igrzysk panamerykańskich, sięgając po dwa srebrne medale w 1987 (trzy postawy i karabin pneumatyczny) oraz srebro (karabin pneumatyczny) i brąz (trzy postawy) w 1991.